# 현대케피코
현대케피코(Hyundai KEFICO)는 현대자동차그룹의 모빌리티 전자제어시스템 전문 기업으로서 안전하고 경제적인 드라이빙 기술을 발전시켜왔다. 내연기관차량 전자제어시스템 개발 역량을 기반으로 친환경 차량용 전동화 시스템의 핵심 기술을 독자 개발하였으며, 2021년에는 전기 이륜차 토털제어솔루션 ‘모빌고’를 출시하여 사업 영역을 확대하고 있다. 현대케피코는 차세대 전기·전자 아키텍처 기반 고성능 통합 제어기 개발과 및 미래 신규사업의 적극적인 추진을 통해 최고의 모빌리티 시스템 및 솔루션 프로바이더로서의 도약을 꾀하고 있다.
1987년 현대자동차를 비롯한 독일, 일본 등 국내외 선진기업들의 합작으로 출범했고, 당시 사명은 '주식회사 케피코'이다. 2012년 현대자동차 독자경영체제로 새롭게 탈바꿈하며 사명 또한 '주식회사 현대케피코'로 변경했으며, 해외 선진사에 의존하던 기술력 내재화에 성공하고 글로벌 부품사 TOP100에 이름을 올리는 등 명실상부한 자동차 제어기술 전문기업으로서의 입지를 다졌다.
2020년대 들어 급변하는 미래 모빌리티 산업을 주도하기 위해 2030년까지의 지속성장 전략을 담은 2030미래전략을 선포하였다. 기술, 품질, 고객서비스, 조직문화 등 모든 분야에서 탁월한 성과를 창출하는 ‘글로벌 Top Tier’로서의 선진 경영체계를 구축하고, 2030년 ‘Mobility First Mover’로 도약하겠다는 구상이다.

## 비즈니스
FCEV(수소전기차) 제어시스템

FCEV의 주요 시스템(연료전지, 스택, 수소저장탱크) 제어기와 주 동력원이 되는 수소를 차량 운전상태에 맞게 최적의 조건으로 공급하는 수소공급시스템을 개발
EV/HEV 제어시스템

탄소 제로화 시대에 발맞춰 제어시스템 통합 운영에 기여하고자 E/E(Electric & Electronic) 아키텍처를 선도적으로 개발
전동이륜 제어솔루션 

전기이륜차용 제어솔루션 '모빌고'를 출시, 7kW, 3kW, 5kW 구동시스템 라인업 확보

IoT기반의 전기이륜차 차량 관리/관제 서비스인 '몰다'로 사용편의 증대
내연기관 제어시스템 

GDI, MPI, PDI, 디젤 등 내연기관 전반을 아우르는 제어시스템 개발 

전륜4속/전륜6속/8속/후륜8속/CVT/IMT 등 자동변속기 제어기 개발

## 관련 사이트
- [공식홈페이지] www.hyundai-kefico.com
- [블로그] blog.naver.com/hyundai_kefico